# Edvaldo Santana
Edvaldo de Santana Braga (São Paulo, 17 de agosto de 1955) é um compositor, cantor, produtor musical e instrumentista brasileiro.
Formou na década de 1970 o grupo Caaxió, com os amigos Fernando Teles, Luciano Bongo e Zé Bores. Depois de assinar contrato com uma gravadora, a banda passou a se chamar Matéria Prima. O primeiro disco, também chamado Matéria Prima, foi lançado em 1975, com o sucesso Maria Gasolina. Ao mesmo tempo, Edvaldo iniciava uma amizade com Tom Zé, que o aproximou do grupo da Vanguarda Paulistana. Integrou na década de 1980 o Movimento Popular de Arte, que lançaria um disco coletânea em 1985. Diversificou as parcerias, compondo com Paulo Leminski, Tom Zé, Haroldo de Campos e Arnaldo Antunes. Em 1993, lançou o primeiro álbum solo, Lobo Solitário.

## Discografia

### Solo
- 2017- Edvaldo Santana e Banda ao Vivo 2 - CD
- 2016 -  Só vou chegar mais tarde- Independente - CD
- 2012 - Jataí - Independente - CD
- 2006 - Reserva da Alegria - Tratore - CD
- 2003 - Amor de Periferia - Independente - CD
- 1999 - Edvaldo Santana - Gravadora Tom Brasil - CD
- 1995 - Tá Assustado? - Gravadora Velas - CD
- 1993 - Lobo Solitário - Gravadora Camerati - CD

### Matéria Prima
- 1978 - Entranhas do Horizonte - Single/CBS - LP
- 1975 - Matéria Prima - Gravadora Chanteclair - LP

### Em coletâneas
- 1997 - Momento MPB - Revista Áudio News - CD
- 1994 - Vanguarda da música popular Brasileira - Revista Áudio News - CD
- 1985 - Movimento Popular de Arte - Independente - LP[5]